# Xulián
Xulián (en gallego y oficialmente Xullán) es una localidad del municipio de Bóveda, en la provincia de Lugo, España. Pertenece a la parroquia de Tuimil.
Se encuentra a 370 metros de altitud junto a la desembocadura del río Viloria en el Mao y al oeste de la carretera CG-2.2. En 2023 tenía una población de 24 habitantes, 14 hombres y 10 mujeres, siendo el lugar más poblado de la parroquia de Tuimil.
Cabe destacar la capilla de San Pedro y la Casa da Memoria.